# Weingarten (Offenburg)
Weingarten ist ein Stadtteil der Kreisstadt Offenburg.

## Geographie
Der Stadtteil Weingarten liegt im Osten Offenburgs, südlich des Stadtteils Rammersweier, westlich des Stadtteils Zell-Weierbach und nördlich von Ortenberg.

## Kultur und Sehenswürdigkeiten

### Bauwerke
- St. Philippus und Jakobus-Kirche
- Friedhof Weingarten

### Religionen
Im Jahr 1787 gründete Abt Placidus Bacheberle aus dem Kloster Schuttern die Pfarrei und setzte Klostergeistliche als Priester ein. Seit der Dekanatsreform am 1. Januar 2008 gehört Weingarten und die St. Philippus und Jakobus-Kirche zum Dekanat Offenburg-Kinzigtal und gehört zudem zur Seelsorgeeinheit St. Ursula Katholische Kirchengemeinde.

## Persönlichkeiten
- Martin Schalling der Ältere († 1552), Theologe, predigte zehn Jahre lang in Weingarten
- Christa Reetz (1922–2009), Politikerin, beigesetzt auf dem Friedhof Weingarten